# 2014 ve fotografii
Tento článek obsahuje významné fotografické události v roce 2014.

## Události
- Prague Photo, duben
- Měsíc fotografie, Bratislava
- Mezinárodní festival fotografie v Lodži, květen
- photokina, Kolín nad Rýnem, září
- 112. kongres Fédération photographique de France, počátek května 2014
- 45. Rencontres d'Arles červenec–září
- 18. Festival international de la photo animalière et de nature, Montier-en-Der, každý třetí čtvrtek v listopadu
- Salon de la photo, Paříž, listopad
- Mois de la Photo, Paříž, listopad
- Paris Photo, polovina listopadu 2014
- Visa pour l'image, Perpignan, začátek září 2014
- Nordic Light, Kristiansund, Norsko
- 32. kongres FIAP, Turecko

## Ocenění
- Czech Press Photo –
- World Press Photo – John Stanmeyer (USA, VII Photo Agency)
- Prix Niépce – Mathieu Pernot
- Prix Nadar –
- Prix de photographie de l'Académie des beaux-arts – Éric Pillot[1] za projekt In Situ – États-Unis věnovaný zvířatům v zoologických parcích východních Spojených států.
- Prix HSBC pour la photographie – Delphine Burtin a Akiko Takizawa[2]
- Prix Bayeux-Calvados des correspondants de guerre – ?
- Grand Prix Paris Match du photojournalisme – ?
- Prix Carmignac Gestion du photojournalisme – Christophe Gin, Guyane: Colonie; výstava v kapli École nationale supérieure des beaux-arts v Paříži v roce 2015[3][4][5] a v rámci sbírek Collection Lambert v Avignonu v roce 2016.
- Prix Lucas Dolega – Majid Saeedi (Írán) za reportáž v Afghánistánu: Life in War (Život ve válce)[6]
- Prix Canon de la femme photojournaliste – Viviane Dalles
- Prix Picto – ?
- Prix Tremplin Photo de l'EMI – ?
- Prix Voies Off – ?
- Prix Roger-Pic – Anne Rearick za její sérii Afrique du Sud – Chroniques d'un township
- Cena Oskara Barnacka – Martin Kollar
- Prix Leica Hall of Fame – Barbara Klemm
- Cena Ericha Salomona – ?
- Cena za kulturu Německé fotografické společnosti – Gottfried Jäger
- Cena Hansely Miethové – ? (foto), ? (text)
- Davies Medal – Peter Lawrence
- Sony World Photography Awards[7]
- Cena Ansela Adamse – ?
- Cena W. Eugena Smithe – ?
- Pulitzerova cena
  -  Pulitzer Prize for Breaking News Photography – Tyler Hicks z The New York Times, „za odvážný dokument smrtelného teroristického útoku v nákupním centru v Nairobi.“
  -  Pulitzer Prize for Feature Photography – Josh Haner z The New York Times „za jeho strhující portréty bolestivé rehabilitace těžce zraněného muže po bombových útocích při maratonu v Bostonu.“[8].
- Zlatá medaile Roberta Capy – Marcus Bleasdale[9] za Central African Republic Inferno, Human Rights Watch, National Geographic.
- Cena Inge Morath –
- Infinity Awards
- Cena Higašikawy – Jorma Puranen, Rika Noguči, Gentaró Išizuka, Kódži Sakai a Tazuko Masujama
- Cena za fotografii Ihei Kimury – ?
- Cena Kena Domona – ?
- Cena Nobua Iny – ?
- Cena Džuna Mikiho – ?
- Cena inspirace Džuna Mikiho – ?
- Prix Paul-Émile-Borduas – ?
- Fotografická cena vévody a vévodkyně z Yorku –
- Národní fotografická cena Španělska –
- Hasselblad Award – Miyako Ishiuchi[10]
- Švédská cena za fotografickou publikaci – ?
- Cena Lennarta Nilssona – ?
- Cena Roswithy Haftmann – Rosemarie Trockel, speciální cena: Robert Frank[11]
- Prix Pictet – Michael Schmidt

## Velké výstavy
Přehled vybraných významných výstav:
- Brassaï: pour l'amour de Paris, Hôtel de ville de Paris
- Henri Cartier-Bresson, Centre national d'art et de culture Georges-Pompidou, Paříž
- Robert Mapplethorpe, Grand Palais, Paříž
- Bruce Davidson, Time of Change 1961–1965, Robert Koch Gallery, San Francisco[12]
- Kati Horna, Galerie nationale du Jeu de Paume, Paříž
- Gilles Caron. Le conflit intérieur, Jeu de Paume, Paříž

## Významná výročí

### Sté výročí narození
- 15. ledna – Stefan Bałuk, 100, polský generál a fotograf, fotografoval Varšavské povstání roku 1944 († 30. ledna 2014)
- 1. února – Kary H Lasch, švédský fotograf narozený v Praze († 27. srpna 1993)
- 12. února – David Eldan, rakousko-izraelský fotograf († 5. srpna 1989)
- 30. března – Kansuke Jamamoto, japonský fotograf († 2. dubna 1987)
- 16. května – Joachim Joachimczyk, polský fotoreportér, voják Zemské armády, účastník Varšavského povstání (†  4. května 1981)
- 19. května – John Vachon, americký fotograf († 20. dubna, 1975)
- 18. června – Václav Zykmund, český fotograf († 10. května 1984)
- 30. července – Ken Bell, kanadský fotograf († 26. června 2000)
- 1. srpna – Jack Delano, americký fotograf († 12. srpna 1997)
- 7. srpna – Nat Fein, 86, americký novinářský fotograf, držitel ocenění Pulitzer Prize for Photography († 26. září 2000)
- 7. srpna – Constance Stuartová Larrabee (1914–2000), anglická fotografka nejznámější svými snímky Jihoafrické republiky a fotožurnalistikou o Evropě během druhé světové války. Byla první válečnou korespondentkou v Jihoafrické republice. († 27. července 2000)
- 1. září – Cuneko Sasamoto, první japonská žena – fotoreportérka, fotografovala přední osobnosti v zemi a historické události (†  15. srpna 2022)[13]
- 18. září – Jack Cardiff, americký fotograf a kinematograf († 2009)
- 25. listopadu – Ann Rosener, americká fotografka a přední aktivistka ve společnosti FSA v letech 1942–43 († 19. května 2012)
- 16. prosince – O. Winston Link, americký fotograf († 2001)
- ? – Emmy Andriesse, nizozemská fotografka tajně fotografovala v Nizozemsku pod nacistickou vládou († 1953)
- ? – Sol Libsohn, americký fotograf († 2001)
- ? – George Caddy, americký fotograf († 1983)
- ? – Jette Bangová, dánská fotografka, velká sbírka fotografií z Grónska, zobrazující životní styl Eskymáků († 1964)
- ? – André Blay, francouzský fotograf († 1978)

### Sté výročí úmrtí

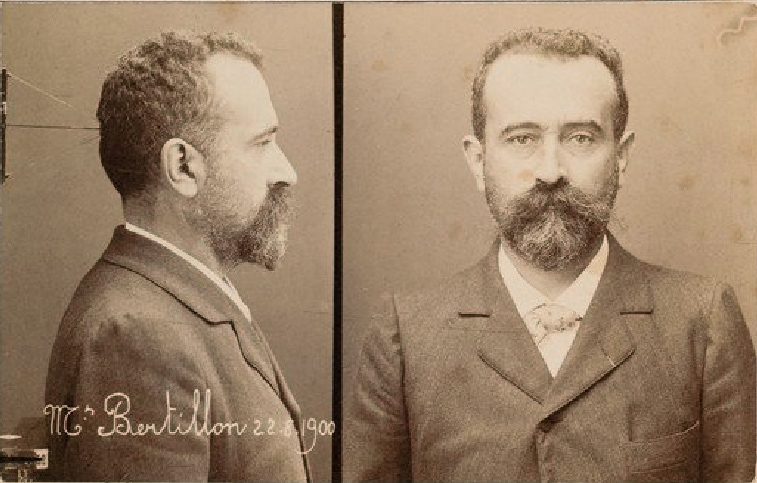
Alphonse Bertillon v tomto roce zemřel

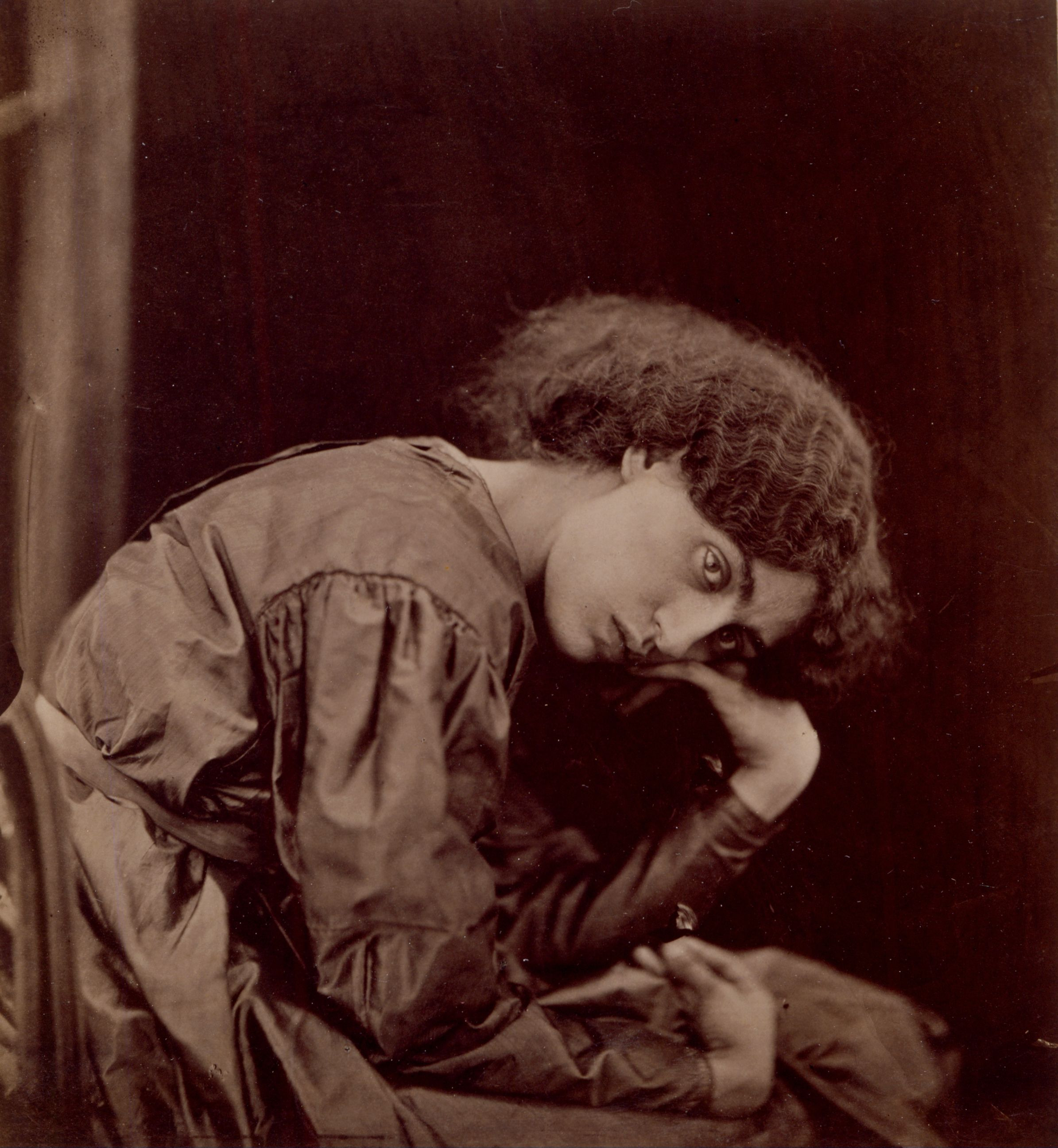
Jane Morris zemřela v roce 1914

- 21. ledna – Joseph Keiley, americký fotograf a spisovatel (* 26. července 1869)
- 26. ledna – Jane Morris, britská modelka (* 19. října 1839)
- 2. února – Alfred Henry Burton, novozélandský fotograf a spolumajitel firmy Burton Brothers (* 1834)
- 13. února – Alphonse Bertillon, francouzský fotograf (* 24. dubna 1853)
- 3. března – Rendžó Šimooka, japonský fotograf (* 24. března 1823)
- 30. dubna – Juli Soler i Santaló, španělský inženýr a fotograf (* 12. dubna 1865)
- 20. května – Hedvig Söderström, švédská ilustrátorka, malířka a průkopnice fotografie (* 1. prosince 1830)
- 26. května – Jacob Augustus Riis, americký fotograf, sociolog, novinář a spisovatel (* 3. května 1849)
- 2. července – Sir John Benjamin Stone, britský politik a fotograf (* 9. února 1838)
- 28. července – Frederick Dally, kanadský portrétní a krajinářský fotograf anglického původu (* 29. července 1838)
- 7. srpna – Giorgio Sommer, italský fotograf (* 2. září 1834)
- 14. srpna – Giuseppe Incorpora, italský fotograf (* 18. září 1834)
- 26. srpna – Samuel McLaughlin, kanadský fotograf, redaktor a státní úředník původem z Irska (* 28. ledna 1826)
- 27. srpna – Eduard Josef Ehrlich, český portrétní a místopisný fotograf (* 11. listopadu 1840)
- 14. října – Josef Böttinger, český fotograf (* 29. ledna 1839)
- 15. října – Achille Delmaet, francouzský fotograf (* 28. dubna 1860)
- 3. prosince – Casiano Alguacil, španělský fotograf (* 14. srpna 1832)
- 19. prosince – Henri Le Lieure, italský fotograf (* 1831)
- 31. prosince – Mimi Frellsen, průkopnice norské fotografie (* 4. ledna 1830)
- ? – René Le Bègue, francouzský fotograf (* 1857)
- ? – Alphonse Liébert, francouzský námořní důstojník a fotograf (* 1827)
- ? – Ashraf os-Saltaneh, íránská princezna a fotografka (* 1863)

## Úmrtí v roce 2014

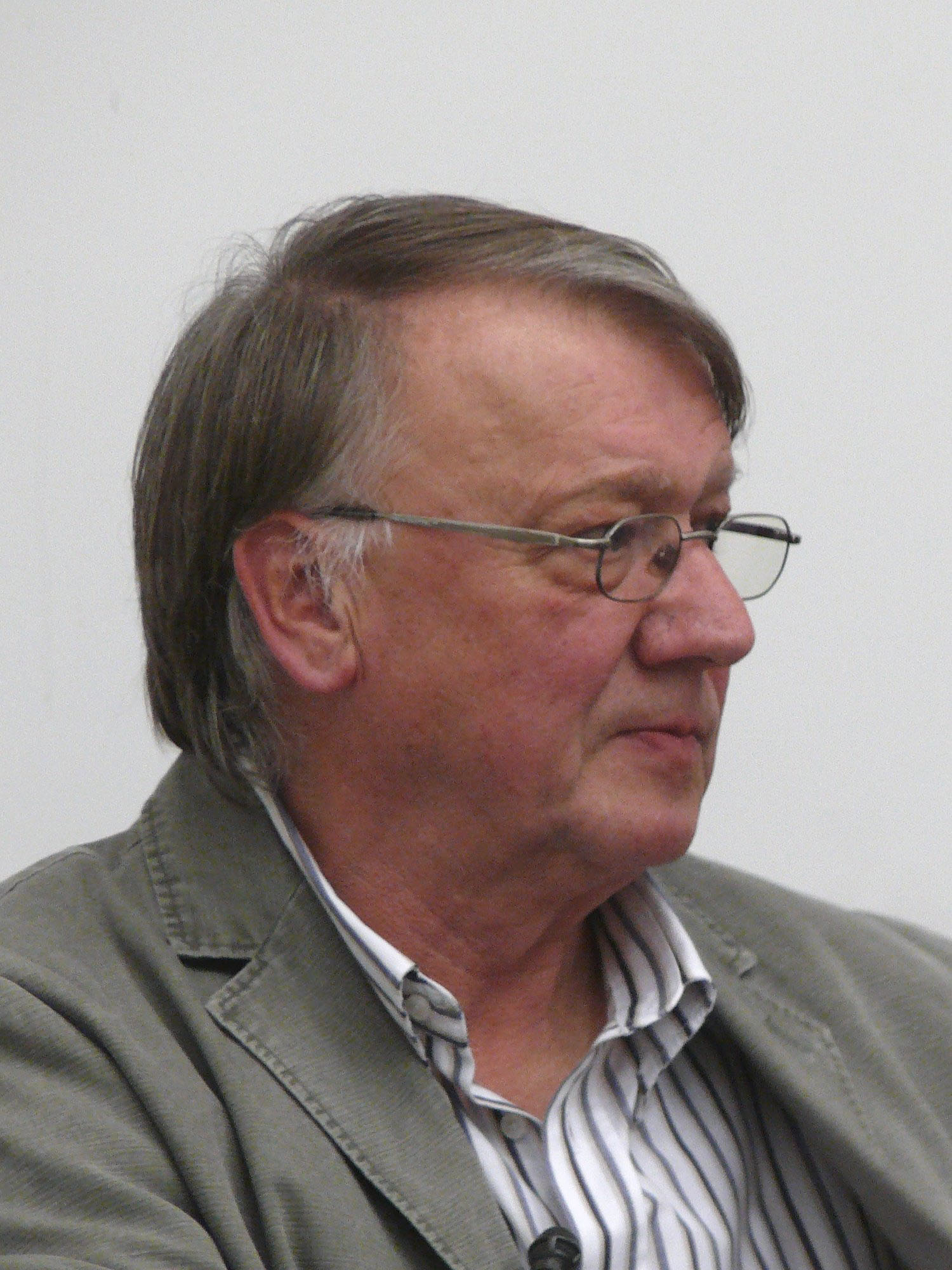
Heiko Bellmann, 2010

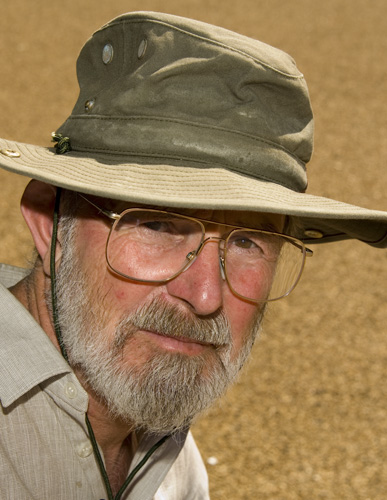
Peter Scoones v roce 2014 zemřel

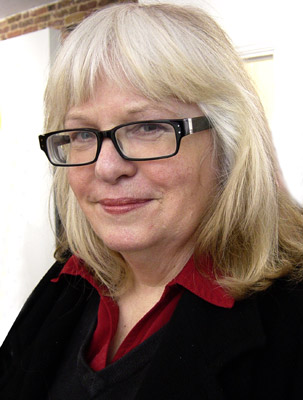
Alexis Jan Atthill Hunter zemřela v únoru 2014

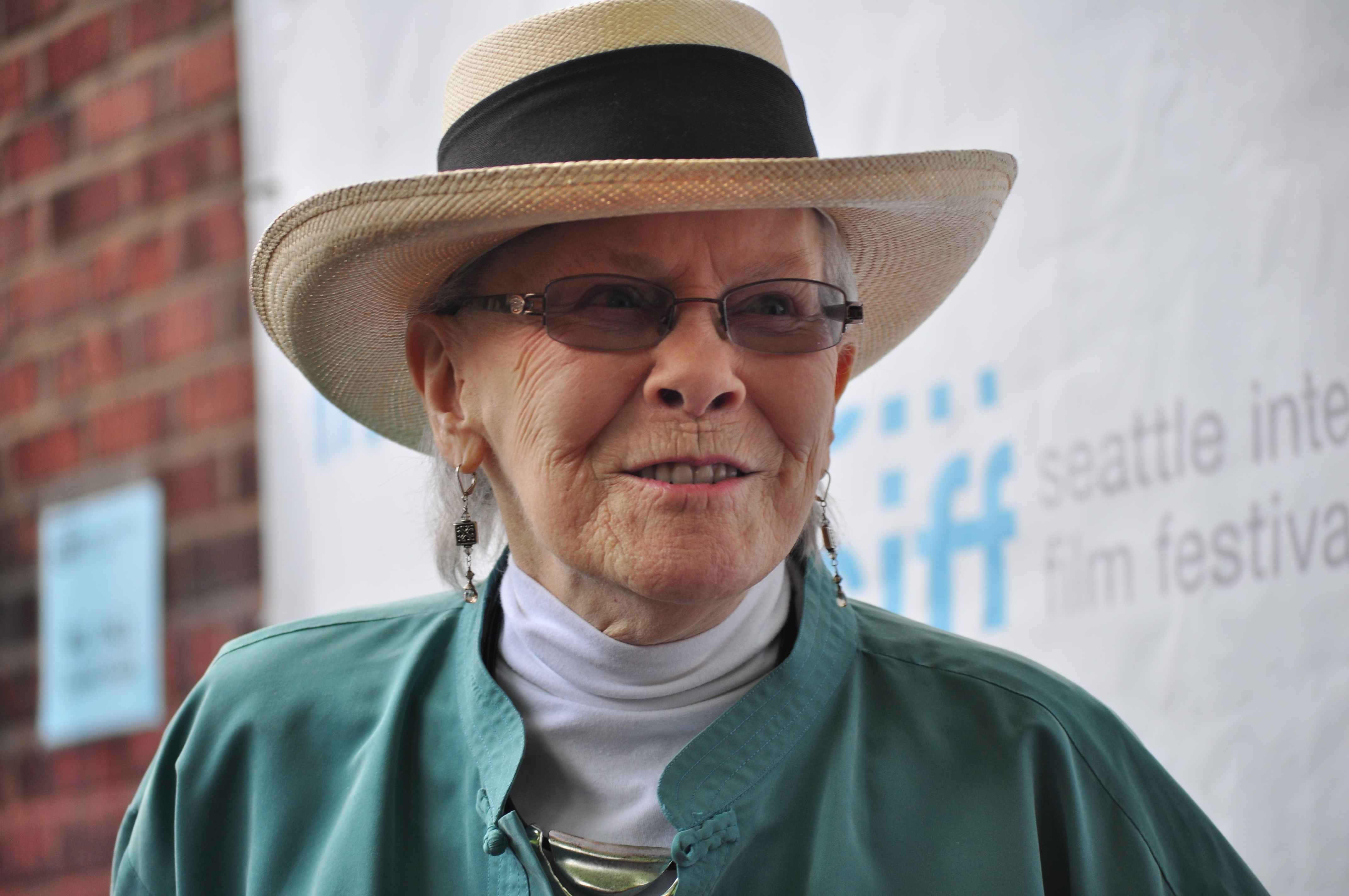
Jini Dellaccio byla rocková a popová fotografka

- 15. ledna – Marion Faller, 72, americká fotografka[14]
- 15. ledna – Eugeniusz Haneman, polský fotograf, kameraman, lektor a účastník Varšavského povstání 1944 (* 14. dubna 1917)
- 18. ledna – Kathryn Abbe, 94, americká fotografka[15]
- 30. ledna – Stefan Bałuk, 100, polský generál a fotograf, fotografoval Varšavské povstání roku 1944.[16]
- 2. února – J. D. 'Okhai Ojeikere, 83, nigerijský fotograf[17]
- 5. února – Tom Sandberg, 60, norský výtvarný fotograf[18]
- 15. února – Robert Descharnes, 88, francouzský fotograf a filmař, spolupracovník Salvadora Dalího.[19]
- 24. února – Alexis Hunter, 65, britská malířka a fotografka narozená na Novém Zélandu.[20]
- 25. února – Ian Cuttler, 43, mexický fotograf a výtvarný director, dopravní nehoda.[21]
- 7. března – Heiko Bellmann, 63, německý zoolog, spisovatel a fotograf[22]
- 9. března – Glenn McDuffie, 86, americký námořník z 2. světové války, žalobce ve věci snímku Den vítězství na Times Square, srdeční příhoda.[23]
- 12. března – John Cullen Nugent, 93, kanadský umělec, sochař a fotograf[24]
- 15. března – Charlotte Brooksová, 95, americká fotografka (Look).[25]
- 29. března – Oldřich Škácha, 72, český fotograf a disident.[26]
- 2. dubna – Pavol Breier, slovenský lékař a fotograf (* 26. září 1921)
- 4. dubna – Anja Niedringhaus, 48, německá fotožurnalistka (Associated Press), vítězka ocenění Breaking News Photography (2005).[27]
- 6. dubna – Leee Black Childers, 68, americký punkový rocker a umělecký fotograf (The Factory, Andy Warhol).[28]
- 7. dubna – George Dureau, 83, americký malíř a fotograf, Alzheimerova nemoc.[29]
- 20. dubna – Peter Scoones, 76, britský podvodní fotograf (TV seriály Life on Earth, Planet Earth, The Blue Planet).[30]
- 21. dubna – Harry Koundakjian, 83, americký fotožurnalista a editor (Associated Press), onemocnění srdce.[31]
- 29. dubna – Daphne Pochin Mould, 93, britský spisovatel a fotograf[32]
- 3. května – Josef Chaloupek, český fotograf (* 11. března 1931)
- 8. května – Robert Symms, 83, americký fotograf[33]
- 11. května – Camille Lepage, 26, francouzská fotožurnalistka[34]
- 12. května – Lynne Cohen, 69, kanadská fotografka narozená v Americe, rakovina.[35]
- 25. května – Bunny Yeagerová, 85, americká modelka a fotografka, selhání srdce.[36]
- 7. června – Roger Mayne, 85, anglický fotograf[37]
- 14. června – Robert Lebeck, 85, německý fotožurnalista.[38]
- červen – Jurij Buslenko, ukrajinský fotograf (* 31. května 1951)
- 3. července – Jini Dellaccio, 97, americká fotografka[39]
- 5. července – Elsbeth Juda, 103, britská fotografka narozená v Německu.[40]
- 20. července – Jan Wojnar, experimentální básník, fotograf a konceptuální umělec (* 17. srpna 1944)
- 22. července – Glenn Jowitt, asi 59, novozélandský fotograf[41]
- 1. srpna – Werner Nefflen, švýcarský fotograf (* 28. dubna 1919)
- 12. srpna – Lida Moser, 93, americká fotografka[42]
- 17. srpna – Rebecca Lepkoff, 98, americká fotografka[43]
- 19. srpna – James Foley, 40, americký fotograf, stětí.[44]
- asi 5. srpna Andrej Stěnin, 34, ruský fotograf pro RIA Novosti, uhořel v autě v palebné linii.[45]
- 26. srpna – Peter Bacon Hales, 63, americký historik a fotograf, dopravní nehoda.[46]
- 27. srpna – Fabrizio La Torre, italský fotograf (* 11. ledna1921)
- 6. září – Dominique Darbois, 89, francouzská fotožurnalistka[47]
- 21. září – Shirley Baker, 82, britská fotografka[48]
- 9. října – Ray Metzker, 83, americký fotograf[49]
- 14. října – Walter Victor, 97, americký sportovní fotograf[50]
- 20. října – René Burri, 81, švýcarský fotograf, rakovina.[51]
- 22. října – David Redfern, 78, anglický fotograf, rakovina.[52]
- 26. října – David Armstrong, 60, americký fotograf, rakovina.[53]
- 3. listopadu – Jim Leonard, 64, americký fotograf[54]
- 15. listopadu – Lucien Clergue, 80, francouzský fotograf[55]
- 21. listopadu – Miroslav Klivar, malíř, grafik, sklářský výtvarník a fotograf (* 14. ledna 1932)
- 22. listopadu – Lewis Baltz, 69, americký vizuální umělec a fotograf[56]
- 25. listopadu – Karl Maria Udo Remmes, 60, německý fotograf[57]
- 30. listopadu – Dan Young, norský fotograf (* 29. dubna 1938)
- 5. prosince – Arthur Leipzig, 96, americký fotograf[58]
- 6. prosince – Luke Somers, 33, americký fotograf britského původu a AQAP hostage, zastřelen.[59]
- 11. prosince – Michel duCille, 58, americký fotožurnalista (The Washington Post), srdeční příhoda.[60]
- 13. prosince – Phil Stern, 95, americký fotograf, emphysema a srdeční příhoda.[61]
- 21. prosince – Jane Bownová, 89, britská fotografka (The Observer).[62]
- 25. prosince – N. L. Balakrishnan, 72, indický herec a fotograf[63]
- ? – Hideaki Učijama, japonský fotograf (* 1949 – 14. dubna 2014)
- ? – J. D. 'Okhai Ojeikere, nigerijský fotograf známý snímky účesů (* 10. června 1930 – 2. února 2014)
- ? – Thabiso Sekgala, 33, jihoafrický fotograf, jeho práce se týkala „země, pohybu lidí, identity a pojmu domova“ (* 1981 – 15. října 2014)[64]